# 내가 사랑한 책들
내가 사랑한 책들/오쇼 지음/공병효 엮음
오쇼가 직접 읽고 사랑한《내가 사랑한 책》은 150권의 깊이 있는 일기체 서평을 그의 제자가 받아 쓴 것으로 전해지고 있다. 그가 읽은 책은 평생을 통하여 20년간 동서양의 비밀서와 경전을 비롯하여 최소한 10만권을 넘는다. 이 책을 통하여 그가 직접 강의한 강의록 원문과 번역본이 400여권이 되고, 그 가운데서 영적 탐구서와 인류에 많은 영향을 미친 문제작에 해당하는 책 150권을 현자의 눈으로 선정한 것이다.  이 책 속에서 선정된 책들의 특징은 구전되어 온 작가 미명의 비밀서와, 진리와 존재를 발견한 현자와, 영적 깨달음을 추구하는 구도자들이 쓴 명상서, 익명의 제자가 스승의 말을 받아쓴 책과, 세상에 크게 영향을 미친 문제작 책들이 포함되어 있다. 그리고 그 시대의 언어가 사라지고 없어 번역할 수가 없는 책들, 번역하고 싶어도 번역이 불가능한 책들을 동양의 한 현자에 의해서 그 제자의 손으로 직접 받아쓰고 편집된 것으로 구도자와 명상가들에게 있어 존재발견과 진리탐구에 중요한 독서자료이다. 무엇보다 이 책이 전하는 중요한 특징은 인류의 중요한 경전과 성경들의 잘 못된 기록과 종교의 오해를 가져다 준 철학과 신학의 한계를 지적한 데 있다.

## 내가 사랑한 책들 목록
- 니체, 짜라투스트라는 이렇게 말했다(1)
- 도덕경 Tao Te Ching - 노자 Lao Tsu
- 장자 The parables of Chuang Tzu - 장자
- 예언자 The Prophet - 칼릴 지브란 Kahlil Gibran
- 처음과 마지막 자유 The First and last Freedom -지두 크리슈나무르티 J.Krishnamurti
- 사라하의 노래 The Song of Saraha -사라하 Saraha
- 대사 大師의 발 아래 At the Feet of the Moster -지두 크리슈나무르티 -->애니 베산트 Annie Besarlt
- 삶에 대한 주석서 Commentaries -지두 크리슈나무르티
- 논어 論語 The Analects of Confucius -공자 孔子
- 나는 누구인가? Who am I -라마나 마하리쉬
- 위대한 만남 Meetings with Remarkable Men -구제프
- 도마복음서 Notes on Jesus -도마 Thomas

## 같이 보기
오쇼, 《내가 사랑한 책들》 동광출판사 1991. 참조 공병효(엮음)
오쇼, 《내가 사랑한 책들》 한울림 2014. 참조 지두선(엮음)